# Aleuroclava madhucae
Aleuroclava madhucae là một loài côn trùng cánh nửa trong họ Aleyrodidae, phân họ Aleyrodinae.
Aleuroclava madhucae được Jesudasan & David miêu tả khoa học đầu tiên năm 1991.